# Azzana
Azzana település Franciaországban, Corse-du-Sud megyében. Lakosainak száma 50 fő (2022. január 1.). Azzana Ucciani, Guagno, Poggiolo, Rezza, Salice, Tavera és Vero községekkel határos.

## Népesség
A település népességének változása:
| Lakosok száma | 193  | 81   | 54   | 53   | 40   | 44   | 54   | 54   | 53   | 50   |
|               | 1968 | 1982 | 1990 | 2006 | 2013 | 2015 | 2017 | 2019 | 2020 | 2022 |